# Xe buýt

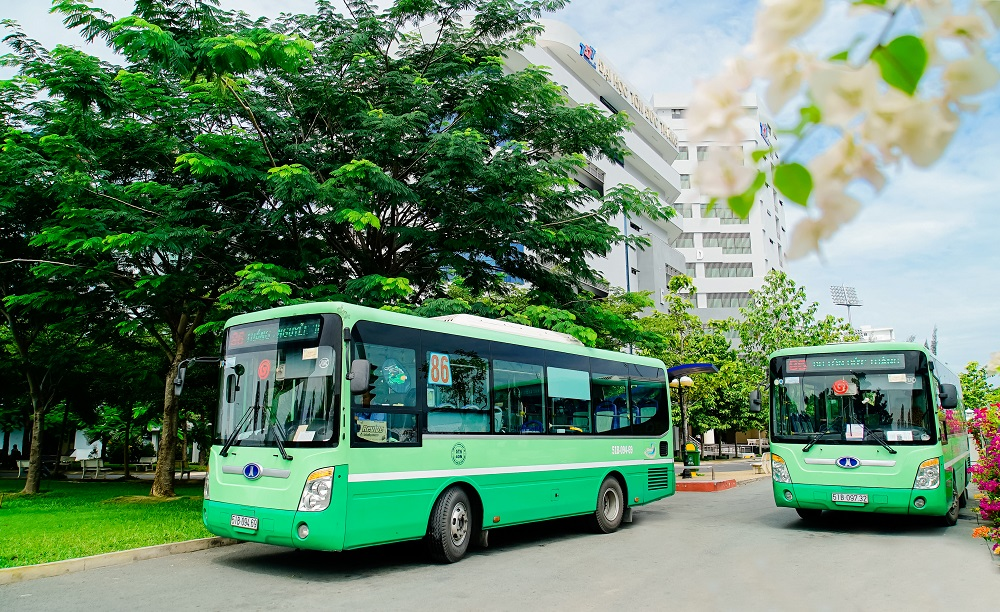
Xe buýt ở trạm xe buýt Trường Đại học Tôn Đức Thắng, Thành phố Hồ Chí Minh

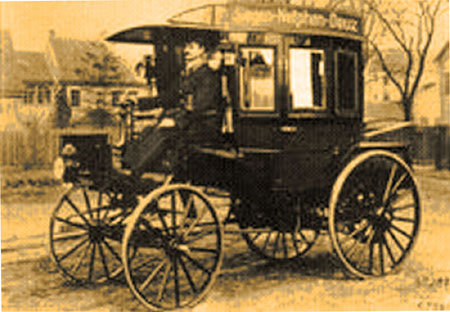
Xe buýt đầu tiên trong lịch sử: một chiếc xe tải hiệu Benz được chuyển đổi bởi công ty Netphener (1895)

Xe buýt là một loại xe chạy bằng động cơ điện hoặc xăng/dầu và được thiết kế để chở nhiều người cùng một lúc. Thông thường xe buýt chạy trên quãng đường không ngắn hơn so với những loại xe khách vận chuyển hành khách khác và tuyến xe buýt là thường kết nối giữa các điểm đến với nhau. Từ "buýt" trong  tiếng Anh  đến từ autobus trong tiếng Pháp. Các từ bus, autobus,... trong các ngôn ngữ châu Âu có gốc từ omnibus trong tiếng Latinh, có nghĩa trong tiếng Việt là "dành cho mọi người". Tại Việt Nam, xe chạy đường dài gọi là xe đò/xe khách.

## Cấu tạo
- Có khung, động cơ, hệ thống di chuyển (bánh xe), vỏ, buồng lái, hệ thống điều khiển, hệ thống điện, trang bị nội thất.

## Lịch sử

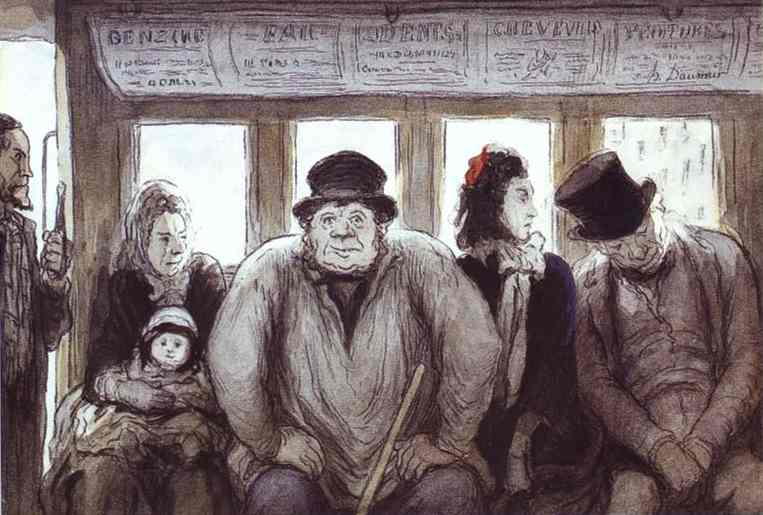
"Omnibus", chì và màu nước do Honoré Daumier vẽ, 1864 (Bảo tàng nghệ thuật Walters)

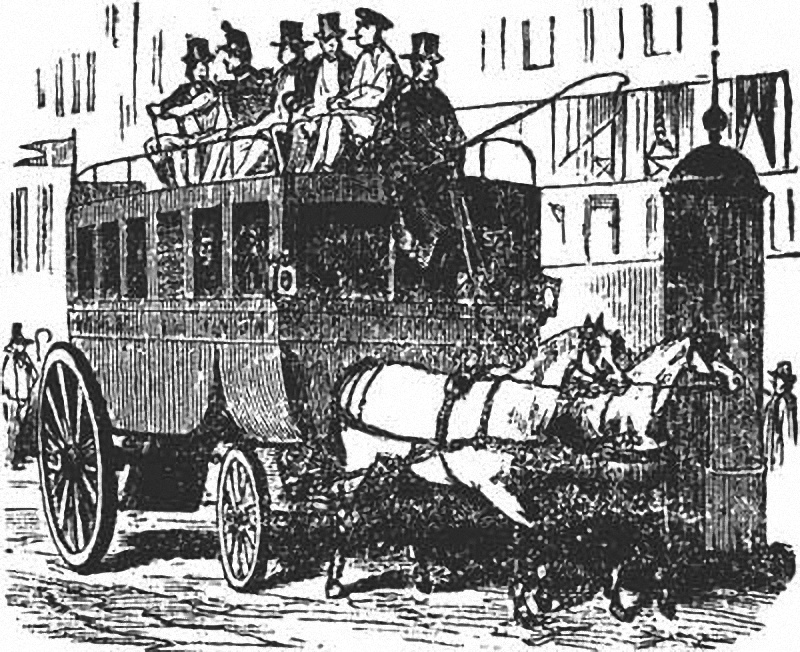
Xe buýt thời kỳ đầu do ngựa kéo

Hệ thống vận chuyển công cộng (bằng omnibus) có tổ chức đầu tiên có thể đã bắt đầu ở Nantes, Pháp vào năm 1826, khi một cựu viên chức xây dựng các nhà tắm công cộng ở ngoại ô và lập ra một tuyến xe ngắn chạy từ trung tâm thành phố tới các nhà tắm đó. Khi phát hiện ra rằng hành khách chỉ lên xe của ông để xuống ở những điểm giữa đường chứ không phải đến nhà tắm, ông liền chuyển sang chú tâm tới phát triển tuyến xe đó. Những chiếc voiture omnibus ("xe cho tất cả mọi người") là những xe ngựa thuê để chạy theo tuyến đã định trước từ điểm này tới điểm kia, chở theo hành khách và hàng hoá. Những chiếc omnibus của ông có đặc trưng bởi những hàng ghế dài bằng gỗ để dọc hai bên thành xe; lối lên ở phía sau.
Không hiểu vì cạnh tranh trực tiếp, hay bởi vì ý tưởng này được phát sóng lên đài, tới năm 1832 sáng kiến được sao chép lại ở Paris, Bordeaux và Lyons. Một tờ báo tại London đã đưa tin vào ngày 4 tháng 7 năm 1829 rằng "loại phương tiện mới, được gọi là omnibus, đã bắt đầu chạy sáng hôm nay từ Paddington tới thành phố". Dịch vụ xe buýt này ở London do George Shillibeer điều hành.
Tại Thành phố New York, dịch vụ omnibus cũng khai trương cùng năm, khi Abraham Brower, một nhà kinh doanh đã tổ chức ra các công ty cứu hoả tình nguyện, lập ra một tuyến đường dọc theo Đại lộ Broadway điểm đầu ở Bowling Green. Các thành phố khác ở Mỹ cũng nhanh chóng tham gia: Philadelphia năm 1831, Boston năm 1835 và Baltimore năm 1844. Đa số trường hợp, chính quyền thành phố trao giấy phép cho một công ty tư nhân—thường thì công ty đó đã có hoạt động trong lĩnh vực chuyên chở bằng xe ngựa—một đặc quyền điều hành một tuyến xe ngựa dọc theo một con đường đã định trước. Đổi lại, công ty đó chấp nhận phải cung cấp một mức độ dịch vụ tối thiểu nào đó—dù các tiêu chuẩn dịch vụ cũng không cao lắm. Omnibus của New York nhanh chóng đi thân quen với dân thành thị. Năm 1831, Washington Irving, người New York, đã bình luận về Đạo luật sửa đổi của Anh (cuối cùng được thông qua năm 1832) với câu: "The great reform omnibus moves but slowly." (Chuyến xe buýt thay đổi đã chạy nhưng rất chậm.)

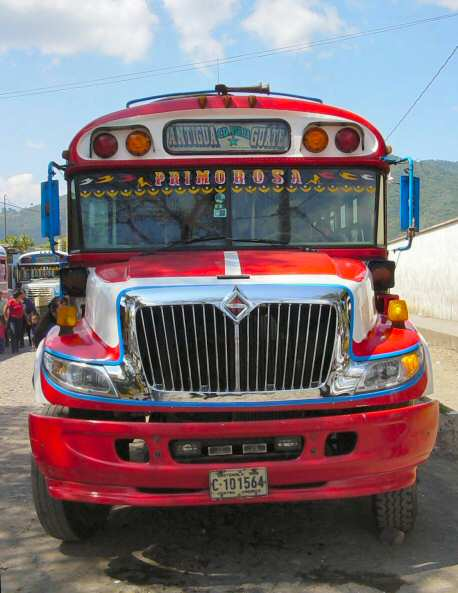
Một chiếc xe buýt tại Guatemala

Omnibus có tác động rất lớn tới xã hội, đặc biệt là nó đã thúc đẩy sự thành thị hoá. Về mặt xã hội, omnibus khiến các công dân thành phố, phải chen chúc, đụng chạm thân thể vào nhau theo cách chưa từng có trước kia, dù chỉ trong nửa giờ (xem minh hoạ bên trái). Chỉ những người rất nghèo mới thoát khỏi điều đó. Lúc ấy một sự phân chia mới trong xã hội đã sẵn sàng xảy ra, giữa những người ủng hộ và phản đối. Sự đông đúc của omnibus đã làm nảy sinh ý tưởng "bán hàng tại xe", để phục vụ cho những khách hàng không muốn đặt chân xuống đường, hàng hoá sẽ được mang tới tận nơi cho họ chọn.
Omnibus cũng mở rộng tầm hoạt động đến tận các thành phố vùng Bắc Đại Tây Dương của Anh, các thành phố có kiến trúc hậu Georgian, hậu Federal. Việc đi bộ từ Paddington tới trung tâm buôn bán London trong cùng một "Thành phố" khá mệt nhọc ngay đối với cả một chàng trai trẻ có sức khoẻ tốt. Omnibus khiến những người ở ngoại ô có nhiều cơ hội vào trung tâm thành phố hơn.
Quá trình đô thị hoá ngày càng tấp nập. Chỉ trong vòng vài năm, omnibus của New York đã có đối thủ là xe điện: tuyến xe điện đầu tiên chạy dọc Bowery, Manhattan, và nó mang lại cho hành khách mức tiện nghi cao hơn rất nhiều khi chạy trên những đường ray bằng thép trơn nhẵn chứ không phải lóc cóc trên những con đường trải đá granite, được gọi là "đá Bỉ". Những tuyến xe điện mới được John Mason, một chủ nhà băng giàu có cung cấp tài chính, và được John Stephenson, một nhà thầu người Ireland xây dựng. Sau này, xe điện đã chiếm lấy vị trí của omnibus trong quá trình đô thị hoá.
Khi vận chuyển bằng phương tiện có động cơ đã chứng minh được khả năng của mình từ sau năm 1905, một omnibus có động cơ thỉnh thoảng được gọi là autobus.

## Các kiểu xe

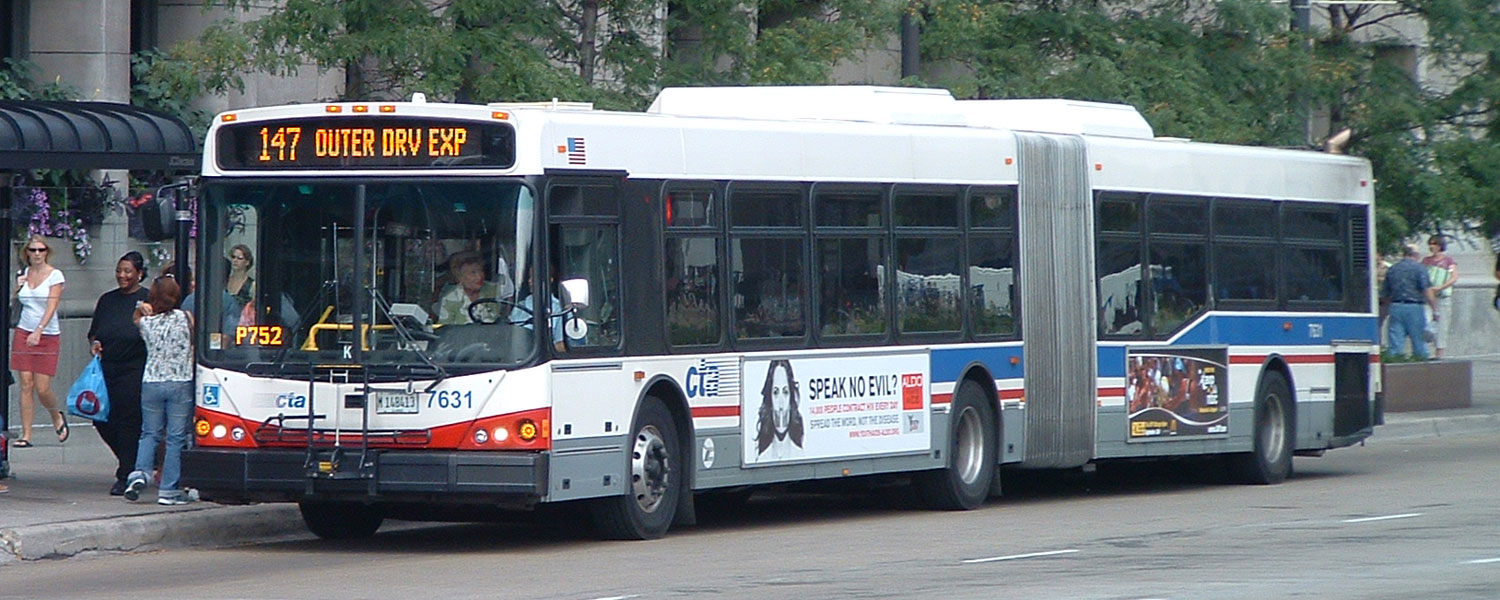
Một xe buýt có khớp nối do Chicago Transit Authority điều hành ở Chicago

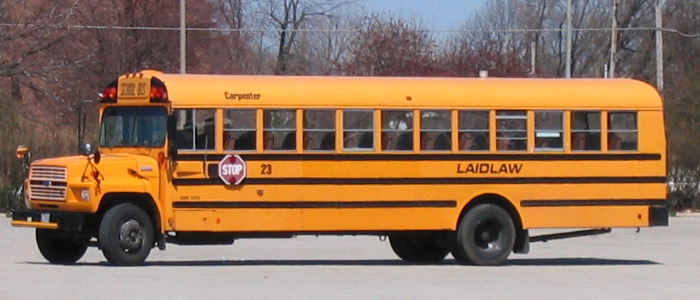
Xe buýt trường học

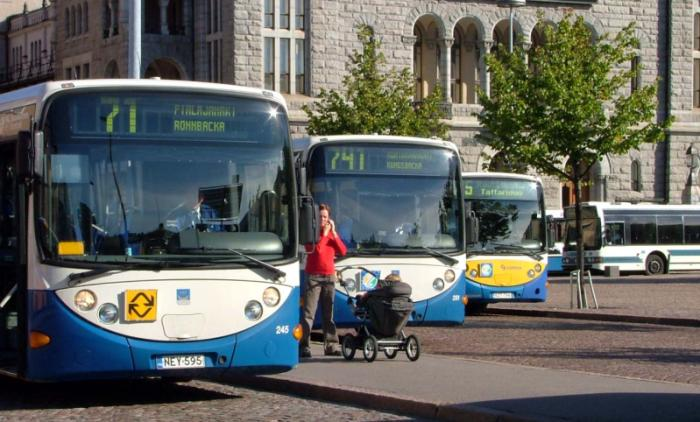
Xe buýt Scania hiện đại ở Helsinki

- Xe buýt có khớp nối
- Xe buýt hai tầng
- Guided bus
- Xe buýt điện bánh đà
- Xe buýt sàn thấp
- Xe buýt cỡ trung
- Xe buýt cỡ nhỏ
- Xe buýt đường dài
- Xe buýt cao cấp (party bus)
- Xe điện bánh hơi
- Xe buýt trường học
- Xe buýt tầm ngắn (trung chuyển)
- Xe buýt chạy điện

## Chế tạo và những nhà chế tạo
Mercedes ra mắt xe buýt chở được 180 người Euro II Galaxy là loại xe khớp lần đầu tiên được sản xuất và có mặt tại Việt Nam. Xe có chiều dài tổng thể 18,128 m, có thể ví như hai chiếc xe buýt thông thường được nối với nhau bằng khớp. Chiều ngang xe là 2,48 m và cao 3,2 m. Đặc điểm nổi trội của chiếc xe này là khung và thân xe được chế tạo theo công nghệ mới, theo tiêu chuẩn tiên tiến nhất của tập đoàn DaimlerChrysler.
Hãng Stagecoach tại Anh bắt đầu thử nghiệm amfibus - loại xe buýt được thiết kế để có thể nổi trên mặt nước. Nếu thử nghiệm thành công, amfibus sẽ phục vụ người dân từ thành phố Renfrew tới quận Yoker thuộc thành phố Glasgow
Nghiên cứu Công nghiệp mới (NIRO) có trụ sở tại tỉnh Osaka, phía Tây Nhật Bản, vừa chế tạo thành công xe buýt điện có thể giúp cắt giảm lượng khí thải CO2 gây hiệu ứng nhà kính.
Trung Quốc đã chế tạo thành công loại xe buýt hai tầng chạy bằng điện có khả năng chạy với tốc độ từ 80–95 km/g trên một thôi đường từ 150–300 km cho mỗi lần sạc điện.

## Thống kê ở Hà Nội Việt Nam
Theo Tổng công ty Vận tải Hà Nội, năm 2009 đã có 385 triệu hành khách đi xe buýt, tăng 5% so với năm trước và tăng gần 26 lần so với 8 năm trước đó; chiếm trên 92% sản lượng vận chuyển của toàn thành phố.
Trong số hành khách trên, tỷ lệ khách ổn định - đi vé tháng chiếm tới hơn 80% và hơn 19% khách đi vé lượt. Hiện mỗi ngày có trên 200.000 người, chủ yếu là học sinh, sinh viên và cán bộ, công chức đi xe buýt thường xuyên bằng vé tháng.
Xe buýt đã trở thành thói quen không thiếu được của nhiều người dân, đặc biệt cán bộ hưu trí và học sinh, sinh viên. Ước tính, trung bình mỗi ngày xe buýt vận hành trên 10.000 lượt xe, vận chuyển được trên 1 triệu lượt hành khách, hạn chế trên 700.000 lượt xe máy tham gia giao thông trên đường phố.

## Các kiểu dịch vụ xe buýt

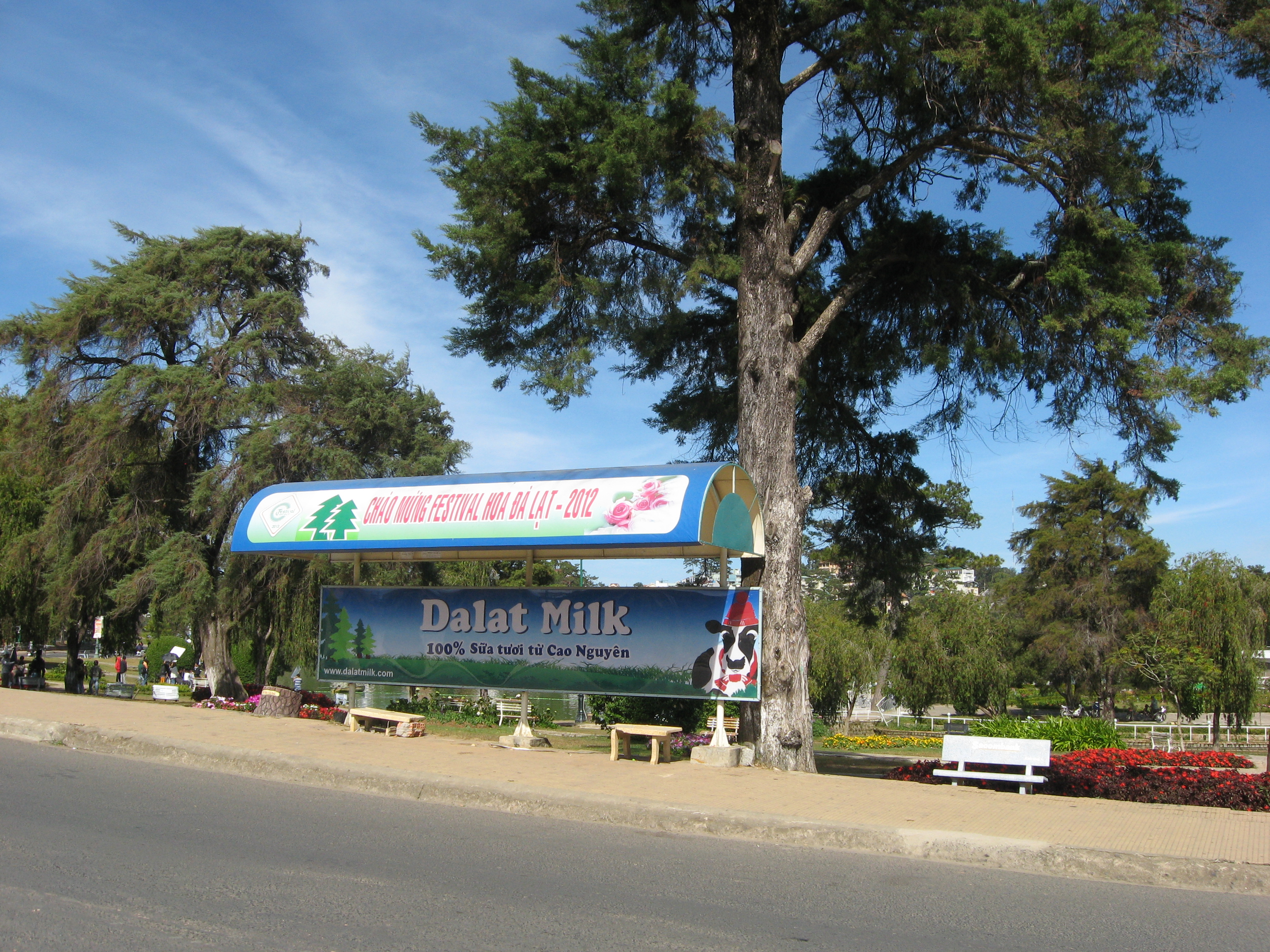
Một nhà chờ xe buýt tại Đà Lạt, Việt Nam.

Xe buýt là một phần thiết yếu của cuộc sống hàng ngày, và đóng một vai trò quan trọng trong cơ cấu xã hội ở nhiều nước.

### Quá cảnh thành phố
Đa số các hệ thống vận chuyển công cộng đô thị ở Bắc Mỹ dựa chủ yếu vào mạng lưới dịch vụ xe buýt. Đội xe buýt trong thành phố lớn nhất ở Bắc Mỹ là thuộc Thành phố New York.
Ở Anh xuất hiện thêm một chiếc xe buýt có 2 tầng. Để tăng lượng khác và giảm lượng xe buýt lưu thông

### Liên thành phố
Các dịch vụ xe buýt liên thành phố đã trở thành một đầu nối di chuyển quan trọng tới những thị trấn và vùng nông thôn ở Hoa Kỳ nơi không có các sân bay hay tuyến tàu hoả. Một hiện tượng dịch vụ xe buýt liên thành phố mới là Chinatown bus.

### Du lịch
Một số nơi có các xe buýt tương tự như tàu điện để thu hút khách du lịch hay để tăng thẩm mỹ đường phố (xem bên phải). Một thứ tương tự là Duck Tours, sử dụng tàu thủy DUKW được hoán cải cho mục đích du lịch.

## Xe buýt trong khung cảnh thành phố

### Sự xóa bỏ phân biệt chủng tộc trên xe buýt
Tại một số vùng ở Hoa Kỳ, một hệ thống xe buýt bắt buộc đã được áp dụng để thực hiện xoá bỏ phân biệt chủng tộc trên những chiếc xe buýt nhà trường. Theo một kế hoạch về xe buýt, trẻ em không cần phải học tại ngôi trường gần nhất theo khoảng cách địa lý mà học tại trường có học sinh từ nhiều nguồn gốc chủng tộc khác nhau.

### Xe buýt và sự phân biệt
Các dịch vụ xe buýt cũng là một trọng tâm trong Phong trào nhân quyền Mỹ những năm 1950 và 1960 tại Hoa Kỳ. Giai đoạn sau cuộc Nội chiến Mỹ kết thúc năm 1865, phân biệt chủng tộc trong dịch vụ công cộng, gồm cả giao thông công cộng như tàu hoả và xe buýt, đã bị buộc phải tuân theo luật Black Codes và Jim Crow. Chúng được đặt ra để ngăn những người Mỹ gốc Phi không thể làm những việc mà một người da trắng có thể làm. Ví dụ, luật Jim Crow buộc người lái xe phải phân chia khu vực ngồi riêng biệt. Các điều luật đó khác biệt theo từng cộng đồng và từng bang.
Năm 1955, sau một ngày làm việc mệt mỏi, Rosa Parks, một thợ may da đen, đã bị bắt giữ tại Montgomery, Alabama vì đã từ chối nhường ghế cho một người đàn ông da trắng trên xe buýt công cộng, lôi cuốn sự chú ý của mọi người tới sự bất công và phân biệt đối xử cụng như sự xuống cấp trong cách ứng xử dựa trên nguồn gốc chủng tộc. Vụ việc này, những cuộc tẩy chay xe buýt, nhiều cuộc phản đối khác, và những sự từ chối thừa nhận của toà án đã dẫn tới việc Toà án tối cao Hoa Kỳ đưa ra luật cấm phân biệt chủng tộc trên xe buýt và Nghị viện Hoa Kỳ phải thông qua một điều luật có tính cách mạng là Luật dân quyền 1964, theo đó tất cả những điều luật có tính phân biệt chủng tộc đều trái với hiến pháp.